# Waw
La waw (wāw, a vegades vau, o vav) és la sisena (o vint-i-setena en orde modern àrab) lletra de molts abjads (alfabets) semítics, incloent waw 𐤅 en fenici, wāw ܘ en siríac, vau (vav) ו en hebreu, wāw و en àrab i wäwe ወ en amhàric.
La waw està present en Unicode com a U+05D5 ו hebrew letter vav.

En un principi, la waw representava el so /w/. Es va emprar també com a mater lectionis per a transcriure les vocals [o] i [u]. En hebreu israelià modern, la waw pot representar la consonant v, la vocal [o] o la vocal [u]. 

## Origen
El nom waw deriva de la paraula semítica occidental per dir «ham» o «llança».
La lletra fenícia 𐤅 (waw) deriva d'un dels jeroglífics egipcis que representa una llança i va donar lloc a les digamma (Ϝ) i ípsilon (Υ) gregues, les F, V, Y, U i W llatines i les Ѵ, У i Ў ciríl·liques.
| egipci | protosinaític | fenici |
| ------ | ------------- | ------ |
| 𓌉      |               | 𐤅      |

## Alfabet àrab
En alfabet àrab aquesta lletra es diu واو ['waːw] (wāw). És la vint-i-setena (penúltima) lletra de l'alfabet àrab (sisena i amb un valor de 6 en l'ordre abjadí). És una lletra lunar. Prové, per via dels alfabets nabateu i arameu, de la lletra fenícia waw.
| fenici | arameu | siríac | nabateu | àrab |
| ------ | ------ | ------ | ------- | ---- |
| 𐤅      | 𐡅      | ܘ      |         | و    |

Representa el so /w/ o bé la /w/. A més, aquesta lletra s'utilitza per a allargar la vocal curta damma: (بو) [buː].
| Aïllada | Final | Medial | Inicial |
| و       | ـو    | ـو     | و       |

Altres variant d'aquesta lletra són:
| ۋ | ۆ | ۉ | ۈ | ۊ | ۏ |

La wāw, a diferència de la majoria de lletres de l'alfabet àrab, no es lliga a la següent lletra de la paraula, d'aquí que la forma inicial coincideixi amb l'aïllada. De la mateixa manera, les formes medial i final coincideixen per ser una lletra que permet la lligadura amb la lletra precedent (sempre que aquesta no sigui àlif dāl, ḏāl, rā o zāy, que són les altres lletres que igual que la wāw, mai no es lliguen a la lletra posterior).

### Representació, transcripció i transliteració
A la Viquipèdia existeix una proposta de directriu, vegeu-la per a les diferents maneres de transcriure i transliterar wāw.
A l'alfabet de xat àrab la wāw es transcriu com a [w], [uː]; i al SATTS la wāw transcriu com a w.
A la representació Unicode, waw ocupa el punt U+0648 amb el nom ARABIC LETTER WAW.
A la codificació ISO 8859-6, el punt e8.
Com a entitat HTML, es codifica com a &و

## Alfabet hebreu
En hebreu s'escriu com a ו, nom complet en hebreu és וָו i transcrit com Vav.
| Variants | Variants   | Variants |
| Quadrada | Manuscrita | Raixí    |
| -------- | ---------- | -------- |
| ו        | Vau        | Vau      |

La lletra ו o vav és la sisena lletra de l'alfabet hebreu. També pren el valor numèric de sis. Prové, per via de l'alfabet arameu de la lletra fenícia waw.

### Pronunciació
En un principi, la vau representava la consonant aproximant labiovelar sonora [w]. Es va emprar també com a mater lectionis per a transcriure les vocals [o] i [u]. En hebreu modern, la vau pot representar la consonant fricativa labiodental sonora [v], la vocal [o] o la vocal [u].
| Variants (amb Niqqud) | Sense Niqqud              | Nom                                                                             | Valor fonètic | Realització fonètica | Exemple       |
| --------------------- | ------------------------- | ------------------------------------------------------------------------------- | ------------- | -------------------- | ------------- |
| ו                     | com a lletra inicial:ו    | Vav consonàntica (En hebreu: Vav Itsurit ו׳ עיצורית)                            | /v/, /w/      | v, w                 | votar William |
| ו                     | com a lletra medial:וו    | Vav consonàntica (En hebreu: Vav Itsurit ו׳ עיצורית)                            | /v/, /w/      | v, w                 | votar William |
| ו                     | com a lletra final:ו o יו | Vav consonàntica (En hebreu: Vav Itsurit ו׳ עיצורית)                            | /v/, /w/      | v, w                 | votar William |
| וּ                     | ו                         | Vav Xruka ([väv ʃruˈkä] / ו׳ שרוקה) o Xuruq ([ʃuˈruk] / שׁוּרוּק)                  | /u/           | u                    | suc           |
| וֹ                     | ו                         | Vav Khaluma ([väv χäluˈmä] / ו׳ חלומה) o Holam Male ([χo̞ˈläm maˈle̞] / חוֹלָם מָלֵא) | /o/           | o̞                    | no            |

### Simbolisme
Simbolitza el complet, redempció i transformació. El món físic va ser completat en sis dies i els objectes tenen 6 dimensions: amunt, avall, dreta, esquerra, endavant i enrere. Vav és garantia de redempció, conjunció i continuïtat, connexió, factor de conversió temporal, conversió entre angoixa i alegria i viceversa. Alegria futura. Denota angoixa en situacions passades.
El cabalista li dona significat de "contacte", "connexió" a la vav, que és de notar també la seva pròpia funció gramatical en hebreu. Les lletres hebrees s'analitzen a través de les combinacions d'altres més bàsiques en l'àlefbet.

## Alfabet siríac
| Madnḫaya | Serṭo | Esṭrangela | Unicode |
| -------- | ----- | ---------- | ------- |
|          |       |            | ܘ       |
| Waw      | Waw   | Waw        | Waw     |

En alfabet siríac, la sisena lletra és ܘ (en siríac clàssic: ܘܐܘ - waw). El valor numèric de la waw és 6. Prové, per via de l'alfabet arameu de la lletra fenícia waw.

### Fonètica
| So principal | Mater lectionis |
| ------------ | --------------- |
| W            | O U             |

El so principal d'aquesta lletra és w, però aquesta lletra també es fa servir per representar els sons o i u.

## Alfabet amhàric
En alfabet amhàric aquesta lletra es diu ዋዌ (wäwe). És la quinzena lletra de l'alfabet amhàric. Prové, per via de l'alfabet sud-aràbic del jeroglífic egipci T3.
| T3 | Waw | Wäwe |
| -- | --- | ---- |
| 𓌉  | 𐩥   | ወ    |

Representa el so /w/.

### Ús
L'alfabet amhàric és una abugida on cada símbol correspon a una combinació vocal + consonant, és a dir, hi ha un símbol bàsic al qual s'afegeixen símbols per marcar la vocal. Les modificacions de la lletra ወ (wäwe) són les següents:
| wä [wə] | wu | wi | wa | we | wə [wɨ], ∅ | wo |
| ------- | -- | -- | -- | -- | ---------- | -- |
| ወ       | ዉ  | ዊ  | ዋ  | ዌ  | ው          | ዎ  |

## Jeroglífic egipci
En jeroglífic egipci el so /w/ es pot representar de dues maneres. La primera és utilitzant el jeroglífic de "pollet de guatlla"; en aquest cas el so d'aquest jeroglífic serà / w / o / u /. La segona manera de representar-ho és utilitzant un "rínxol"; en aquest cas el so d'aquest jeroglífic serà / w / o / u̯ /.

## En altres alfabets
| Arameu     | Siríac  | Samarità | Ugarític | Fenici |
| ---------- | ------- | -------- | -------- | ------ |
| 𐡅          | ܘ       | ࠅ        | 𐎆        | 𐤅      |
| Sud-aràbic | Amhàric | Àrab     | Hebreu   |        |
| 𐩥          | ወ       | و        | ו        |        |